# Partito dell'Eguaglianza Sociale Singalese
Il Partito dell'Eguaglianza Sociale Singalese (in singalese ලංකා සම සමාජ පක්ෂය; in inglese Lanka Sama Samaja Party; in tamil லங்கா சமசமாஜக் கட்சி) è un partito politico trockista dello Sri Lanka.

## Etimologia
Il Lanka Sama Samaja Party fu il primo partito politico moderno dello Sri Lanka ed il primo partito ad avere un nome in lingua indigena anziché inglese. Il termine Sinhala samasamajaya fu coniato da Dally Jayawardena nel Swadesa Mitraya per tradurre il termine socialista.

## Storia
Il partito fu fondato nel 1935 ed emerse come forza politica di primo piano negli anni Quaranta. Si unì alla coalizione di governo nel 1964, e fu quindi espulso dalla Quarta Internazionale. Ha raggiunto la sua massima forza negli anni Settanta ma è declinato gradualmente negli ultimi 30 anni.
Alle elezioni parlamentari del 2004 il partito è stato parte dell'Alleanza della Libertà del Popolo Unito, che ha conquistato il 45.6% dei consensi e 105 dei 225 seggi. Uno di questi è occupato da un membro dell'LSSP.